# Maria Elisabeth Pembaur
Maria Elisabeth Pembaur (auch Pembaur-Elterich, geb. Elterich; * 15. April 1870 [abweichend 1869] in Grimma; † 30. Januar 1937 in München) war eine deutsche Pianistin.

## Leben
Sie war die Tochter des damaligen Vizedirektors des Königlichen Seminars in Grimma, der 1871 Direktor in Oschatz wurde, wo Maria Elisabeth fortan aufwuchs.
Ab 1900 studierte sie bis 1904 am Leipziger Konservatorium Klavier bei Alfred Reisenauer, Gesang bei Marie Hedmondt und Musiktheorie bei Stephan Krehl. Zu dieser Zeit war sie laut eigener Angabe verheiratet mit Prof. Carl Clemen aus Halle (Saale). Auch bei ihrem späteren Ehemann Josef Pembaur, der zunächst zur gleichen Zeit wie sie am Konservatorium studierte, hatte sie daselbst Klavierunterricht.
Sie lebte als Pianistin in München und unternahm Tourneen in die Niederlande, die Schweiz, nach Dänemark, Italien und Spanien.
1906 heiratete sie den Pianisten und Komponisten Josef Pembaur, die beiden traten auch gemeinsam an zwei Klavieren auf.